# سیارک ۱۰۸۹۵۳
سیارک ۱۰۸۹۵۳ (به انگلیسی: 108953 Pieraerts، نامگذاری:2001PM29)۱۰۸۹۵۳مین سیارک کشف شده‌است که در ۱۳ اوت ۲۰۰۱ کشف شد.